# إيرين فيسيدو
إيرين فيسيدو هيريرو (بالإسبانية: Irene Visedo Herrero) هي ممثلة أسبانية ولدت في 16 يوليو 1978 في مدريد، إسبانيا. أصبحت مشهورة في أسبانيا لأدائها دور كإينيس ألكانتارا في المسلسل التلفزيوني قل لي كيف حدث ذلك [الإنجليزية].

## فيلموغرافيا

### أفلام
| سنة  | لقب                                      | دور              |
| ---- | ---------------------------------------- | ---------------- |
| 2000 | كاسكابيل                                 | كاسكابيل         |
| 2001 | العمود الفقري للشيطان                    | كونشيتا          |
| 2001 | الخطوات الضائعة                          | مونيكا إيريجاراي |
| 2007 | المنوم [el hombre de arena (película)]   | كارمن            |
| 2008 | كارليتوس وميدان الأحلام [الإنجليزية]     | مايتي            |
| 2008 | لا موهير ديل أناركيستا ( زوجة الأناركي ) | بالوما           |
| 2009 | مجنون يحب                                | جوليا            |
| 2012 | لا سيندا                                 | آنا              |

### مسلسلات تلفزيونية
| سنة                   | لقب                             | دور                         |
| --------------------- | ------------------------------- | --------------------------- |
| 2001-2008 ؛ 2015-2021 | قل لي كيف حدث ذلك               | إينيس ألكانتارا             |
| 2010                  | لا دوكيسا (مسلسل تلفزيوني صغير) | كايتانا فيتز - جيمس ستيوارت |

## روابط خارجية
- إيرين فيسيدو على موقع IMDb (الإنجليزية)
- إيرين فيسيدو على موقع ألو سيني (الفرنسية)
- إيرين فيسيدو على موقع أول موفي (الإنجليزية)
- إيرين فيسيدو على موقع قاعدة بيانات الفيلم (الإنجليزية)
- إيرين فيسيدو على موقع كينوبويسك (الروسية)